# 索努瓦地区圣卡莱
索努瓦地区圣卡莱（法語：Saint-Calez-en-Saosnois）是法国卢瓦尔河地区大区萨尔特省的一个市镇。